# 地可谷兰
地可谷兰（INN：decoglurant；开发代号：RG1578、RO4995819）是一种mGlu2和mGlu3受体的负变构调节剂，由罗氏公司开发，用于辅助治疗重度抑郁症。地可谷兰已进入II期临床试验，但由于疗效结果令人失望，最终停止了进一步开发。